# Rosalie Wolff
Saskia Rosalie Wolff (* 6. März 1979) ist eine deutsche Schauspielerin, Unternehmerin und Tierrechtlerin.

## Leben
Wolff lebte bis zu ihrem 19. Lebensjahr in Siegen. Danach zog sie nach Köln. Sie absolvierte eine Ausbildung zur Industriekauffrau.

## Schauspielerei
Zur Schauspielerei kam Wolff erst im Alter von 28 Jahren. Sie absolvierte 2008 einen Workshop bei Thomas Höhne; im selben Jahr begann die Sprecherziehung bei Anke Lehmann. Sie wirkte unter anderem in Geister all inclusive mit. In Der große Schwindel spielte sie eine Bankangestellte. 2011 und 2012 sah man Wolff als durchgehende Nebenrolle Rosa Kayser in der ARD-Serie Verbotene Liebe. Zuletzt übernahm sie in dem Kinofilm Los Veganeros die Hauptrolle der Tierschutzaktivistin Vicky. 2016 wurde ein zweiter Teil von Los Veganeros produziert, wieder mit Wolff in der Hauptrolle.

## Gesellschaftliche Aktivitäten
Seit Anfang der 2000er Jahre ist Wolff außerdem Mitglied der Tierschutzpartei. Sie ernährt sich vegan, nachdem sie um die Jahrtausendwende im Fernsehen eine Reportage über die Schlachtung von Tieren gesehen hatte. Wolff gründete 2002, mit damals 22 Jahren, ihre erste Firma smilefood, einen Online-Shop für vegane Lebensmittel. Inzwischen gehört ihr zusätzlich ein veganer Großhandel namens Vegapark sowie die Lebensmittelmarke Veggy Friends; seit 2015 besitzt sie einen weiteren Online-Shop namens Le Shop Vegan, in dem vegane Taschen angeboten werden.

## Filmografie
- 2010: Ihr mich auch (Fernsehfilm)
- 2011: Countdown – Die Jagd beginnt (Fernsehserie, eine Folge)
- 2011: Geister all inclusive (Fernsehfilm)
- 2011: Echoes (Kurzfilm)
- 2012: Die Tage dazwischen
- 2012: Frisch gepresst
- 2012: Verbotene Liebe (Fernsehserie)
- 2013: Rush – Alles für den Sieg
- 2015: Los Veganeros
- 2015: Night City
- 2017: Los Veganeros 2
- 2021: Wilsberg – Unser tägliches Brot (Fernsehreihe)